# Rogatniki
Rogatniki (Eurostopodinae) – monotypowa podrodzina ptaków z rodziny lelkowatych (Caprimulgidae).

## Rozmieszczenie geograficzne
Podrodzina obejmuje gatunki występujące w Australazji i Indonezji.

## Morfologia
Długość ciała 25–37 cm; masa ciała samic 75–180 g, samców 74–145 g.

## Systematyka
Podrodzinę wyodrębniła (w randze odrębnej rodziny) w 1990 roku para amerykańskich ornitologów – Charles Gald Sibley i Jon Edward Ahlquist – w publikacji ich własnego autorstwa o tytule Filogeneza i systematyka ptaków: badania molekularne. Rodzaj Eurostopodus zdefiniował w 1838 roku angielski zoolog John Gould w publikacji własnego autorstwa zatytułowanej Zarys ptaków Australii i przyległych wysp. Gatunkiem typowym jest (późniejsze oznaczenie) rogatnik białogardły (E. mystacalis).

### Etymologia
Eurostopodus (Eurystopodus, Eurostopus): gr. ευρωστος eurōstos ‘silny, mocny’; πους pous, ποδος podos ‘stopa’.

### Podział systematyczny
Do podrodziny należy jeden rodzaj z następującymi gatunkami:
- Eurostopodus papuensis (Schlegel, 1866) – rogatnik papuaski
- Eurostopodus archboldi (Mayr & Rand, 1935) – rogatnik ciemnoskrzydły
- Eurostopodus diabolicus Stresemann, 1931 – rogatnik diaboliczny
- Eurostopodus exul Mayr, 1941 – rogatnik popielaty – takson prawdopodobnie wymarły[11]
- Eurostopodus argus E. Hartert, 1892 – rogatnik kropkowany
- Eurostopodus mystacalis (Temminck, 1826) – rogatnik białogardły
- Eurostopodus nigripennis E.P. Ramsay, 1882 – rogatnik rdzawoszyi